# لاميون صيني
لاميون صيني (الاسم العلمي: Lamium chinense) هو نوع من النباتات يتبع جنس اللاميون من الفصيلة الشفوية.